# Герб на Раковски
Гербът на град Раковски е официален отличителен знак на града, но се използва също и като символ на Община Раковски. Гербът е също част от Знамето на град Раковски.

## История
Първият хералдически знак-герб на град Раковски е изработен и приет през 1982 г. Той е изработен от художника Павел Николов и е включвал традиционните за социализма житни класове и зъбчато колело. Трите житни класа са символи на преобладаващото по това време аграрен сектор на икономиката. Зъбчатото колело е символ на зараждащата се индустрия, а червеният кръг в средата – на металургията в града. Имало е и предложение за герб с повече символи, но поради включване на символ на уранодобива, този проект не е приет.
През 80-те години се поставя на паметни значки, грамоти и други документи на общината. След политическите промени през 1989 г. местните власти престават да го използват.
- Първият герб на град Раковски (1982)
- Проект за герб (1982)
- Значка на община Раковски (1982)

През 2000 г. е проведен конкурс за герб и знаме на града. Комисията, председателствана от Божидар Димитров, класира на първо място два проекта: на Кирил Гогов и на Стоян Антонов. На по-късен етап проектът на Стоян Антонов е утвърден от съответната общинска комисия, но поради липса на консенсус не е приет от общинските съветници. Проектът за герб е съдържал надпис на латински „pro fide et patria”, който в случая се превежда - от името на вярата и родната земя-общината. Три звезди са символизирали селищата, формирали новия град. Сабята и двете брадви символизират също старите наименования на населените места. Църквата е символ на родната земя за раковчани, а двете кули - на двете основни религии в общината - католицизъм и православие. Червеният свят символизира смелостта на павликяните, предци на местното население. Крепостната стена символизира връзката на града със средновековния павликянския град Нова крепост.
- Проект за герб на Стоян Антонов (2000)
- Проект за герб на Кирил Гогов (2000)

Надписът на латински прави герба неприемлив за много от съветниците.

## Настоящ герб
Проектът за нов герб е изработен през 2011 г. и одобрен от Общинския съвет на 30 август същата година.

### Композиция
Гербът включва хералдически символи на културно-историческото наследство на града.
- Блазон (щит): църква с две камбанарии между венец от два житни класа, всичко в злато на лазурен фон
- Корона: тризъберна златна зидова корона със седем зидови камъка в основата (4 на долния и 3 на горния ред).
- Девиз: ВЯРА и СИЛА
- Текст: РАКОВСКИ – наименованието на града и общината

### Символика
В новия герб са пренесени много от символите от предишните проекти, като са изоставени символите, който разделят – звездите, мечовете и брадвите.
Църквата с двете камбанарии означава общността на християнските ценности на двете основни изповедания в общината – католицизъм и православие.
За местното население църквата е символ на дома, собственото пространство, определено звуково от звъна на камбаната и визуално от високите камбанарии – „щом чуваш камбаната и виждаш камбанарията, значи си си у дома“.
Житните класове символизират труда и усилията за постигане на резултат, т.е. моралния избор пред постъпките – „каквото посееш, това ще пожънеш" с мисълта за бъдещето, че делото представя дееца и по постигнатото ще му се определи.
Короната от зид, присъстваща и в предишния герб, означава, че центърът на общината е град.
Девизът „ВЯРА и СИЛА“ е пресъздаден също чрез образа на църквата за вярата и житния венец – за силата.
Цветовете символизират
- Злато – богатството на добродетели – вяра, справедливост, милосърдие и смирение
- Лазурно синьо – великодушие и благородство на духа
- Зелено – надежда, свобода и радост

Гербът е изработен от художника Минчо Деливански и хералдическия консултант Стоян Антонов, БХВО по идеен проект на Бойко Романов и Младен Шишков.